# Ann Chumpitaz
Ann Lindsay Chumpitaz Carbajal (* 19. April 1994 in Lima) ist eine peruanische Schachspielerin.

## Leben
Das Schachspielen begann Ann Chumpitaz im Alter von neun Jahren. Sie besuchte verschiedene Schulen in Lima. Dort studiert sie an der Universidad Nacional Mayor de San Marcos Elektrotechnik.
Ihre Schachtrainer waren in der Schule Horacio Romero, später Ricardo Nonalaya. Trainiert wird sie zurzeit vom zweifachen peruanischen Einzelmeister Jorge Pacheco Asmat, dem Trainer der peruanischen Juniorennationalmannschaften.

## Erfolge
In Peru gewann sie mehrere Junioren- und Jugendeinzelmeisterschaften der weiblichen Jugend, zum Beispiel in den Altersklassen U14, U16, U18 und U20. Die peruanische Einzelmeisterschaft der Frauen konnte sie 2008 im Kloster La Merced in Cusco gewinnen.
Für ihren zweiten Platz mit acht Punkten aus neun Partien bei der lateinamerikanischen U14-Meisterschaft der Mädchen im Juli 2008 in Villa Carlos Paz erhielt sie den Titel FIDE-Meister der Frauen (WFM). Im August 2010 gewann sie in Bento Gonçalves die panamerikanische U16-Meisterschaft der weiblichen Jugend, im Dezember 2011 in Miraflores, einem Stadtdistrikt von Lima, die südamerikanische U18-Meisterschaft der weiblichen Jugend vor Aura Cristina Salazar, im Juli 2012 in Lima die panamerikanische U18-Meisterschaft der weiblichen Jugend vor Jorcerys Montilla und im Juni 2014 in Asunción die panamerikanische U20-Meisterschaft weiblich. Im Oktober 2014 erreichte Ann Chumpitaz bei der Juniorenweltmeisterschaft U20 weiblich in Pune den dritten Platz.
Für die peruanische Nationalmannschaft spielte sie bei vier Schacholympiaden der Frauen: 2010 in Chanty-Mansijsk am dritten und 2012 in Istanbul am vierten, 2016 in Baku am dritten und 2018 in Batumi am vierten Brett.
Seit Mai 2013 trägt sie den Titel Internationaler Meister der Frauen (WIM). Die Normen hierfür erzielte sie bei der Schacholympiade 2010, dem Kuna-Arandu-Turnier in Luque im Juni 2012, bei dem sie hinter Carla Heredia Serrano den zweiten Platz belegte, sowie mit Übererfüllung bei der Schacholympiade 2012. Ihre Elo-Zahl beträgt 2244 (Stand: Juni 2021). Sie läge damit hinter Deysi Cori auf dem zweiten Platz der peruanischen Elo-Rangliste der Frauen, wird jedoch als inaktiv gewertet, da sie seit der Schacholympiade 2018 keine Elo-gewertete Schachspartie mehr gespielt hat. Ihre höchste Elo-Zahl war 2269 im Dezember 2015.